# Machizukuri
Le machizukuri, généralement écrit en hiragana japonais « まちづくり », est une pratique de concertation développée au Japon à partir des années 1960. Cette concertation s'exerce en particulier dans les questions d'urbanisme, en impliquant largement la population dans les démarches d'aménagement.

## Signification
Le terme « machizukuri » signifie littéralement « fabriquer le quartier ». C'est un néologisme apparu dans les années 1960,.
Son premier terme, « machi », peut signifier à la fois « ville », « communauté » ou « rue ». Le « machi » est l'espace urbain subordonné à la capitale mais qui n'est pas la campagne. C'est l'environnement physique qui sert de cadre aux activités sociales, donc à la fois la structure matérielle de la ville, ainsi que le lieu d'interférence des aspects physiques et immatériels des communautés locales et de leur environnement,,. Dans le système d'écriture du japonais, le « machi » peut être écrit de trois manières différentes. La première utilise le kanji « 街 » qui rassemble les caractères exprimant le sol;et le déplacement. Sous cette forme, machi signifie le lieu où l'on s'arrête. La seconde méthode utilise « 町 » qui désigne littéralement « une partie de la rizière ». La troisième n'utilise pas de kanji mais un simple hiragana exprimant une transcription phonétique, qui est la plus courante : « まち ».
Le terme « zukuri » correspond au verbe « fabriquer ». Dans l'acception japonaise, il s'agit ici de mettre en œuvre un effort de création impliquant cœur et âme, une participation active au long processus de fabrication et d'animation d'un résultat.
Les auteurs japonais essayant de traduire le terme dans une langue occidentale sont souvent gênés de ne pouvoir exprimer la spécificité des termes japonais. Le terme « développement communautaire » — ou, en anglais, « community development » — généralement employé ne recouvre que très partiellement l'acception nippone. De même pour le terme urbanisme participatif, qui ne recouvre pas l'acception architecturale du terme. 

## Historique
Le concept de « machizukuri » apparaît dans le Japon des années 1960 en réaction aux grands projets urbains ressentis comme imposés d'en haut, qui provoquent des nuisances publiques, des pollutions, voire des dommages mentaux, physiques et économiques regroupés sous le terme de « kougai »,. La première utilisation attestée du terme date du début des années 1950, dans le cadre de mouvements populaires de contestation des projets mis en œuvre à Kunitachi ; des utilisations antérieures sont possibles, mais pas documentées.
En réaction, le « machizukuri » caractérise les projets en approche ascendante, inspirés et réclamés par la population. Il s'insère dans une période caractérisée d'une part par un climat de protestation, de recherche de décentralisation et de volonté de reprise en main de leur destin par les communautés locales, et d'autre part par une prospérité économique du Japon. Le premier acte documenté de « machizukuri » a lieu dans le quartier de Maruyama (ja), à Kobe.
Le « machizukuri » correspond à une demande de la population d'être associée à « plus de participation, d'indépendance dans le processus de prise de décision, et l'établissement d'une véritable démocratie qui [donne] la parole à l'ensemble de la population japonaise,.
Le terme apparu initialement recouvre une réalité floue et surtout assez théorique, un idéal social qui doit passer par une longue phase d'expérimentation pratique afin de devenir un outil efficace de concertation et de co-construction. La généralisation du terme n'est effective que dans les années 1990 ; depuis cette date, les fonctionnaires chargés du développement urbain ainsi que les experts mandatés pour programmer des évolutions futures associent systématiquement la population ; toutefois, cette co-construction nécessite une volonté de travailler conjointement, y compris sur le temps long,.
Le « machizukuri » s'est notamment déployé dans l'urbanisme japonais à la suite de catastrophes ayant provoqué des destructions importantes, notamment le séisme de 1995 à Kobe ; ce dernier est l'occasion, non seulement de mettre en œuvre la pratique, mais aussi de la médiatiser.

## Concept

### Recherche de continuité spatiale et temporelle
L'étymologie du terme montre donc qu'au-delà de la simple forme urbaine, le « machizukuri » correspond à une prise en compte des racines et origines du contexte social urbain, une recherche de création, de renouvellement, qui englobe la gestion, la tradition, la culture, l'industrie, l'éducation, l'agriculture, le tout sur un temps long, avec une volonté de la communauté locale de se renforcer progressivement. C'est une méthode permettant à une communauté locale d'effectuer des modifications progressives en vue de créer ou recréer un environnement désirable. La démarche est fondée sur l'idée qu'il est nécessaire d'assurer une préservation de la qualité urbaine, à la fois dans la dimension spatiale et sociale. D'un point de vue spatial, cela nécessite une bonne connaissance préalable des caractéristiques du tissu urbain, car le machizukuri implique de préserver les tracés, les usages et perpétuer la lisibilité de l'espace communautaire.
L'étymologie montre également que le « machizukuri » utilise notamment l'idée qu'il est possible de créer un « village urbain » permettant une continuité temporelle et spatiale entre le rural et l’urbain. Cette continuité est par exemple sensible dans les œuvres de Jirō Taniguchi telles que L'Homme qui marche, ou dans les films Voyage à Tokyo de Yasujirō Ozu ou encore Nobody knows d'Hirokazu Kore-eda.

### Cadre législatif
Le cadre législatif en matière d'urbanisme est relativement peu contraignant au Japon. Le droit de l'urbanisme règlemente fortement le volume d'un bâtiment, en ce qui concerne sa hauteur, son recul par rapport à la voirie, les dimensions de ladite voirie, les angles formés par les toitures. En revanche, les aspects esthétiques ne sont que peu documentés.
Le principe de zonage au Japon (en) est au départ très simple. Lors de la loi de 1919, seules trois zones sont définies : résidentielles, commerciales et industrielles. Le loi de 1968 accroît quelque peu ce nombre et distingue les « zones d'urbanisation » des « zones d'urbanisation contrôlées ». enfin la loi de 1992 définit onze zones, sept correspondant à l'habitat, deux au commerce et deux à l'industrie.

### Opposition à d'autres formes d'urbanisme

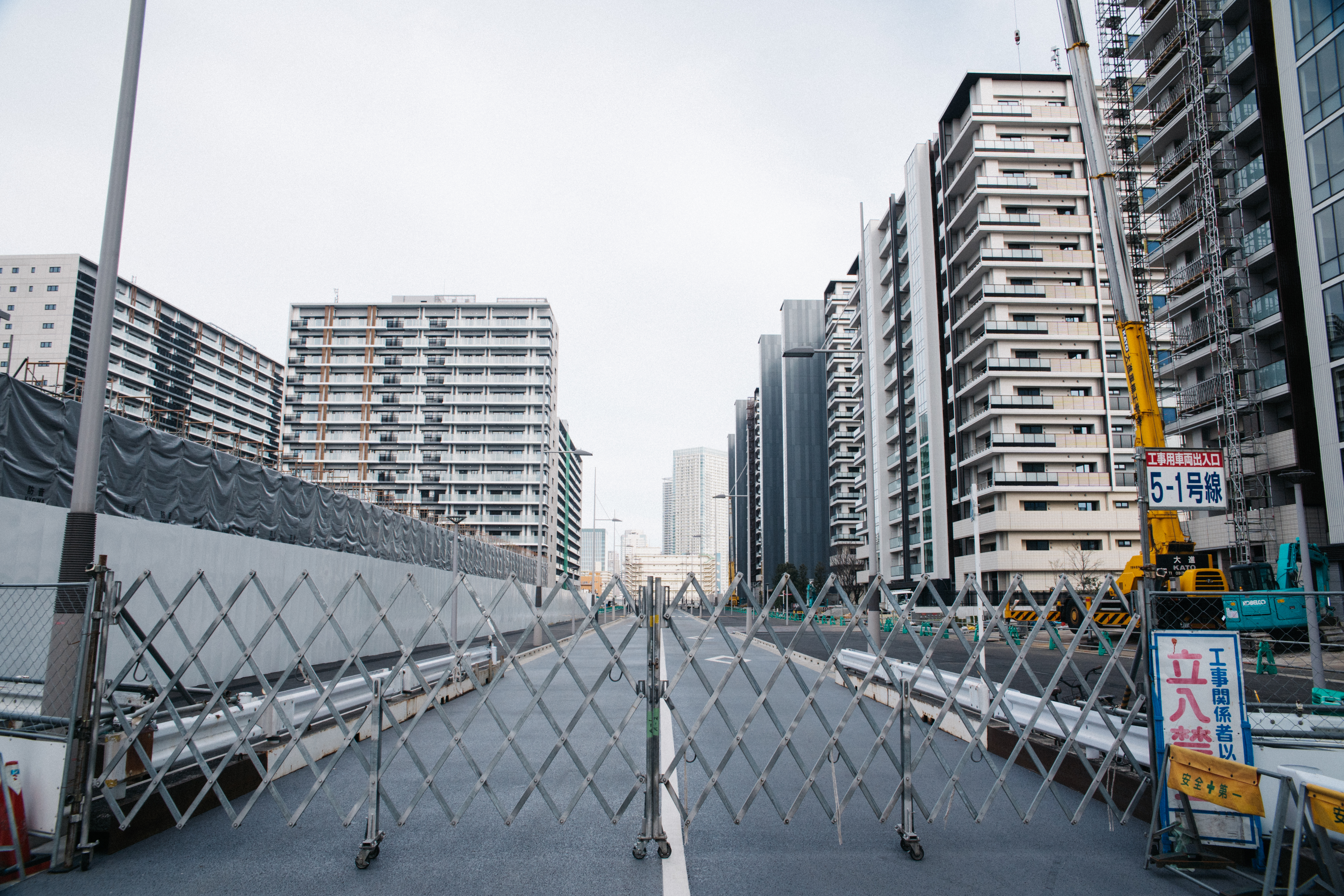
Le village olympique de Tokyo, exemple d'urbanisme étatique peu compatible avec les pratiques du ja.

Le « machizukuri » s'étant développé en réaction à l'urbanisme étatique, ses notions concernent des réalités différentes. Plutôt qu'au plan d'urbanisme, il s'intéresse au processus d'urbanisation. Plutôt qu'au créateur, il choisit de mettre en valeur le jeu d'acteurs. L'architecte change ainsi de rôle : de créateur, il devient expert assistant une communauté dans son rôle de création du bâtiment.
Le machizukuri est généralement opposé au toshikeikaku, qui est souvent traduit simplement par « urbanisme ». Des tentatives de synthèse sont proposés au début du XXIe siècle.

## Historiographie
Le « machizukuri » a naturellement d'abord été étudié au Japon, notamment dans les départements d'architecture des universités, notamment celle de Tokyo et celle de Niigata. Toutefois, ces recherches se cantonnent pour la plupart à la présentation et l'analyse de projets. Dans un autre domaine, des manuels de mise en place de concertation ont également été produits à destination des décideurs politiques et des professionnels. Mais l'analyse critique des modes de production reste lacunaire,.
Dans le monde anglo-saxon, des études sont conduites plus particulièrement sur l'impact social, politique et économique de la mise en place du processus, principalement sous l'angle de l'opposition entre celui-ci et l'urbanisme de grands projets.